# Effektiv rente
Den effektive rente på et lån er et udtryk for långiverens samlede afkast i låneperioden.
For låntageren indregnes i den effektive rente således også udover den nominelle rente (=pålydende rente) eventuelt kurstab, etableringsprovision og øvrige omkostninger til udlåneren ved lånets optagelse og løbende provisioner og/eller gebyrer.
Korte betalingsterminer medfører en højere effektiv rente end lange terminer. f.eks betyder en månedlig rentetilskrivning højere effektiv rente end kvartalsvis rentetilskrivning, og en forudbetalt ydelse medfører højere effektiv rente end en bagudbetalt.
Omkostninger, som fratrækkes lånet ved etableringen, kan sammenlignes med et kurstab og påvirker den effektive rente i betydelig grad.
ÅOP (=årlige omkostninger i procent) tager oftest ikke højde for terminslængde og forud/bagudbetaling og er dermed ikke et udtryk for den effektive rente, som vil være højere.